# Concepció Palà
Concepció Palà (? - Barcelona, 1920) va ser una primera actriu de teatre catalana de l'últim terç del segle xix i del primer terç del segle xx.

## Trajectòria professional
Va debutar al Teatre Romea la temporada 1882-1883 on estrena La corona d'espines de Riera i Bertran.
- 1883, 17 de desembre. ¡Coquetina!, original de Francesc Xavier Godó. Estrenada al teatre Romea de Barcelona (en el paper de Pilar.)
- 1886, 15 d'abril. El pubill, original de Frederic Soler. Estrenada al teatre Romea de Barcelona (en el paper de Ció.)
- 1886, 2 de maig. El rústic "Bertoldo", original de Frederic Soler. Estrenada al teatre Romea de Barcelona (en el paper de Rosaura.)
- 1890, 14 d'octubre. Sogra i nora, original de Josep Pin i Soler, estrenada al teatre Novetats de Barcelona (en el paper de Donya Rosa, la Sogra.)
- 1890, 2 de desembre. La sala d'espera, original d'Àngel Guimerà. Estrenada al teatre Novetats de Barcelona (en el paper de Rosa.)[1]
- 1892, 8 de gener. El promès, original de Joaquim Riera i Bertran. Estrenada al teatre Novetats de Barcelona (en el paper de Justa.)
- 1892, 14 de maig. L'ànima morta, original d'Àngel Guimerà. Estrenada al teatre Novetats de Barcelona (en el paper de Petronella.)[1]
- 1894, 24 de novembre. Maria Rosa, original d'Àngel Guimerà. Estrenada al teatre Novetats de Barcelona (en el paper de Tomasa.)
- 1899, 31 de gener. La farsa, original d'Àngel Guimerà. Estrenada al teatre Romea de Barcelona (en el paper de Senyora Pelegrina.)[1]
- 1899, 7 de març. Foc follet, original d'Ignasi Iglésias. Estrenada al teatre Romea de Barcelona (en el paper de Sabina, 40 anys.)